# Torrent (Pinell de Solsonès)
Torrent és una masia situada al municipi de Pinell de Solsonès, a la comarca catalana del Solsonès.
Està situada a 716 m d'altitud.